# Hoplodoris
Hoplodoris is een geslacht van weekdieren uit de klasse van de Gastropoda (slakken).

## Soorten
- Hoplodoris armata (Baba, 1993)
- Hoplodoris bifurcata (Baba, 1993)
- Hoplodoris bramale Fahey & Gosliner, 2003
- Hoplodoris estrelyado Gosliner & Behrens, 1998
- Hoplodoris flammea Fahey & Gosliner, 2003
- Hoplodoris grandiflora (Pease, 1860)
- Hoplodoris hansrosaorum Dominguez, Garcia & Troncoso, 2006
- Hoplodoris nodulosa (Angas, 1864)